# Adnan Kovačević
Adnan Kovačević (Kotor Varoš, 1993. szeptember 9. –) bosnyák válogatott labdarúgó, a Miedź Legnica hátvédje.

## Pályafutása

### Klubcsapatokban
Pályafutása elején az NK Vlašić és az NK Travnik utánpótlás akadémiáján nevelkedett. Utóbbi csapat színeiben mutatkozott be a felnőttek között 2011. május 19-én a Borac Banja Luka elleni bajnoki találkozón, tizenhét évesen. Első gólját május 28-án, az FK Olimpik ellen szerezte.
2013 júliusában az FK Sarajevo játékosa lett. 2016. július 13-án elülső keresztszalag-szakadást szenvedett, aminek következtében hét hónapos kihagyás várt rá. Összességében 59 bajnoki mérkőzésen három gólt szerzett a klub színeiben, bajnoki címet és kupagyőzelmet ünnepelhetett a klub játékosaként.
2017. július 12-én a lengyel élvonalban szereplő Korona Kielce igazolta le. Öt nappal később, a Zagłębie Lubin elleni bajnokin mutatkozott be új csapatában, első gólját pedig 2018. december 8-án szerezte a Korona mezében. A 2017-2018-as szezonban 29 bajnokin lépett pályára, a következő szezon előtt azonban újabb hosszabb kihagyás várt rá, miután Achille-ín-sérülést szenvedett a csapat edzőtáborában. A 2019–2020-as idényben 34 alkalommal lépett pályára a lengyel bajnokságban és öt alkalommal volt eredményes. 2020. július 27-én a magyar bajnok Ferencváros szerződtette. 2023. június 21-én a lengyel Raków Częstochowa jelentette be, hogy július 1-től 2025. június 30-ig szerződtette.

### A válogatottban
2019 augusztusában, a 2020-as Európa-bajnokság selejtezői során kapott először meghívót a bosnyák felnőtt válogatottba. Október 12-én, Finnország ellen lépett pályára először a nemzeti csapatban.

## Statisztika

### Klubcsapatokban
2023. május 1-jén frissítve.
| Klub              | Szezon         | Bajnokság      | Bajnokság     | Bajnokság | Országos kupa | Országos kupa | Nemzetközi kupa | Nemzetközi kupa | Összesen      | Összesen |
| Klub              | Szezon         | Bajnokság      | Pályára lépés | Gól       | Pályára lépés | Gól           | Pályára lépés   | Gól             | Pályára lépés | Gól      |
| ----------------- | -------------- | -------------- | ------------- | --------- | ------------- | ------------- | --------------- | --------------- | ------------- | -------- |
| Travnik           | 2010–11        | Premier League | 3             | 1         | –             | –             | –               | –               | 3             | 1        |
| Travnik           | 2011–12        | Premier League | 17            | 0         | 1             | 0             | –               | –               | 18            | 0        |
| Travnik           | 2012–13        | Premier League | 26            | 1         | 1             | 0             | –               | –               | 27            | 1        |
| Travnik           | Összesen       | Összesen       | 46            | 2         | 2             | 0             | –               | –               | 48            | 2        |
| Sarajevo          | 2013–14        | Premier League | 17            | 1         | 6             | 0             | –               | –               | 23            | 1        |
| Sarajevo          | 2014–15        | Premier League | 12            | 0         | 3             | 0             | 5               | 0               | 20            | 0        |
| Sarajevo          | 2015–16        | Premier League | 21            | 2         | 4             | 0             | 0               | 0               | 25            | 2        |
| Sarajevo          | 2016–17        | Premier League | 9             | 0         | 4             | 1             | –               | –               | 13            | 1        |
| Sarajevo          | Összesen       | Összesen       | 59            | 3         | 17            | 1             | 5               | 0               | 81            | 4        |
| Korona Kielce     | 2017–18        | Ekstraklasa    | 29            | 0         | 6             | 0             | –               | –               | 35            | 0        |
| Korona Kielce     | 2018–19        | Ekstraklasa    | 31            | 2         | 0             | 0             | –               | –               | 31            | 2        |
| Korona Kielce     | 2019–20        | Ekstraklasa    | 34            | 5         | 0             | 0             | –               | –               | 34            | 5        |
| Korona Kielce     | Összesen       | Összesen       | 94            | 7         | 6             | 0             | –               | –               | 100           | 7        |
| Ferencváros       | 2020–21        | NB I           | 6             | 0         | 0             | 0             | 5               | 0               | 11            | 0        |
| Ferencváros       | 2021–22        | NB I           | 20            | 0         | 3             | 0             | 6               | 0               | 29            | 0        |
| Ferencváros       | 2022–23        | NB I           | 20            | 0         | 0             | 0             | 8               | 0               | 28            | 0        |
| Ferencváros       | Összesen       | Összesen       | 46            | 0         | 3             | 0             | 19              | 0               | 68            | 0        |
| Raków Częstochowa | 2023–24        | Ekstraklasa    | 0             | 0         | 0             | 0             | –               | –               | 0             | 0        |
| Raków Częstochowa | Összesen       | Összesen       | 0             | 0         | 0             | 0             | 0               | 0               | 0             | 0        |
| Karrier összes    | Karrier összes | Karrier összes | 245           | 12        | 28            | 1             | 24              | 0               | 297           | 13       |

### A bosnyák válogatottban
| Bosznia-Hercegovina | Bosznia-Hercegovina | Bosznia-Hercegovina |
| Év                  | Mérk.               | Gólok               |
| ------------------- | ------------------- | ------------------- |
| 2019                | 3                   | 0                   |
| 2020                | 1                   | 0                   |
| 2021                | 4                   | 0                   |
| 2022                | 3                   | 0                   |
| Összesen            | 11                  | 0                   |

### Mérkőzései a bosnyák válogatottban
megjegyzés Az eredmények a bosnyák válogatott szemszögéből értendők.

| #   | Dátum                | Ellenfél    | Eredmény | Kiírás              | Esemény |
| --- | -------------------- | ----------- | -------- | ------------------- | ------- |
| 1.  | 2019. október 12.    | Finnország  | 4 – 1    | Eb-selejtező        |         |
| 2.  | 2019. október 15.    | Görögország | 1 – 2    | Eb-selejtező        | 88'     |
| 3.  | 2019. november 15.   | Olaszország | 0 – 3    | Eb-selejtező        | 79'     |
| 4.  | 2020. november 12.   | Irán        | 0 – 2    | barátságos mérkőzés |         |
| 5.  | 2021. szeptember 4.  | Kuvait      | 1 – 0    | barátságos mérkőzés | 85'     |
| 6.  | 2021. október 9.     | Kazahsztán  | 2 – 0    | Vb-selejtező        |         |
| 7.  | 2021. október 12.    | Ukrajna     | 1 – 1    | Vb-selejtező        | 90+1'   |
| 8.  | 2021. november 16.   | Ukrajna     | 0 – 2    | Vb-selejtező        |         |
| 9.  | 2022. március 25.    | Grúzia      | 0 – 1    | barátságos mérkőzés | 76'     |
| 10. | 2022. június 14.     | Finnország  | 3 – 2    | Nemzetek Ligája     | 73'     |
| 11. | 2022. szeptember 26. | Románia     | 1 – 4    | Nemzetek Ligája     | 24'     |

## Sikerei, díjai
FK Sarajevo
- Bosznia-hercegovinai bajnok (1): 2014–15
- Bosznia-hercegovinai kupa (1): 2013–14

 Ferencvárosi TC
- Magyar bajnok (3): 2020–21,[15] 2021–22,[16][17] 2022–23[18]
- Magyar kupagyőztes (1): 2022[19]